# Pettus (Teksas)
Pettus – jednostka osadnicza w Stanach Zjednoczonych, w stanie Teksas, w hrabstwie Bee.